# Etnoastronomia indígena do Brasil
A Etnoastronomia [do grego "ethno" (povo) + "astron" (astro) + "nomos" (observação)], apesar de ser um termo que carece de uma definição precisa, podemos dizer que é o "estudo das noções astronômicas das sociedades atuais baseadas na tradição oral", diferenciando-se de outras duas disciplinas coirmãs, a arqueoastronomia e a astroarqueologia - que recaem no estudo da astronomia a partir dos monumentos dos povos pré-históricos. A etnoastronomia referente aos povos originários do continente americano possui um amplo leque de estudo, o que lhe permite incluir em suas análises assuntos como mitologias; rituais; práticas econômicas e políticas; padrões de arquitetura; artes e outras abordagens que possam estar ligadas às observações astronômicas desses povos. No caso específico dos povos indígenas brasileiros, é perceptível que boa parte desses estudos tem se debruçado sobre a mitologia indígena, muito relacionada com a cosmologia e a cosmogonia de cada povo indígena - a despeito de quaisquer similaridades entre eles. E apesar de afirmações como a de que o indígena não distingue os mitos dos relatos, isso não significa que essas populações estejam petrificadas na crença dos mitos analisados, muito pelo contrário: "Esses estudos sobre mitos e tradições dos povos indígenas da atualidade, em posição subalterna nas sociedades envolventes, revelam que reelaborar suas tradições, articulando-as com elementos novos [...]constitui uma necessidade de sobrevivência e auto-estima do próprio grupo."

## Povos originários do Brasil

### Mebêngôkre (Kaiapós)
É na região do Brasil Central onde vivem os Kaiapós: no Parque Indígena do Xingu, ao sul do estado do Pará e ao norte do estado do Mato Grosso. Embora eles tenham recebido o nome "Caiapó" [homem que se assemelha ao macaco], pelo fato de eles usarem máscaras de macaco nos rituais, eles se autodenominam "Mebêngôkre", que significa "homem do olho d'água". Segundo o Pajé Kaiapó chamado "Waiangá Beptopoop", antes de ele e seus parentes irem pro Xingu, as aldeias tinham um formato circular e as casas situavam-se numa linha que representava o caminho do Sol, como uma espécie de reflexo da abóbada celeste. Quando da observação do céu, eles ainda se colocam no meio da aldeia e orientam-se no espaço com os pés virados para o nascente [kàikwa krax] - que simboliza o caminho que o sol percorre, o que segundo eles seria o "caminho da morte" -, com a cabeça para o poente [kàikwa nhôt] e com o umbigo/centro [not / ipôkri] virado para o zênite [kàikwa ipôkri].
Segundo Marcio D'Olne Campos, pesquisador dos Kaiapós, estamos acostumados a nos posicionar para o norte, tendo incorporado da Europa a estrela Polar como o recurso oficial de orientação no espaço, sendo que, para nós, do Hemisfério Sul, o ponto de referência principal do céu noturno é a constelação do Cruzeiro do Sul, um conjunto de estrelas no céu que é uma referência importante para os Kaiapó. Existe um cocar Kaiapó que representa uma casa de vespas (o seu modelo de universo/nome de uma constelação), cuja linha vermelha em seu centro representa o caminho percorrido pelo Sol, e cuja base representa o tracajá (espécie de tartaruga) que sustenta o mundo. Eles também possuem uma espécie de círculo do tempo na memória, o qual constitui um mapa onde são organizados os períodos de atividades na aldeia, como a caça e a pesca.
Existe um mito Kaiapó que conta a história do surgimento das estrelas e da concepção de universo: nos tempos antigos os Kaiapós viviam no céu. Certo dia, um guerreiro saiu da aldeia e avistou a cova de um tatu, a qual ele cavou durante 5 dias em busca do animal. No 5º dia o guerreiro viu um tatu gigante e, na sua busca, cavou o buraco até perceber que furou a abóbada celeste. Nesse momento o guerreiro percebeu que havia um mundo abaixo. Perplexo, ele resolve comentar na aldeia, quando todos resolvem verificar e descer após. Porém o medo tomou conta de alguns que decidiram por ficar na aldeia, quando, de repente, surge um menino que decide cortar a corda, interrompendo a passagem entre os dois mundos. Esse outro mundo é chamado por eles de "atema puká" ou "puká-óndyu" [outro mundo]. E nesse conceito de mundo em degraus numa sequência infinita, o mundo que fica sobreposto ao outro é chamado de "Koikawa" [céu], assim sendo, a Terra poderia ser o céu de um outro mundo subjacente.

### Boe (Bororo)
Os Bororo se autodenominam "Boe" [coisa boa, em Tupi]. "Bororo" significa "pátio da aldeia", e atualmente é a denominação oficial. Até o momento eles detêm seis territórios indígenas demarcados no estado do Mato Grosso do Sul. Eles distinguem apenas as estações das chuvas [boe buttu / a coisa cai], que vai de outubro ao mês de abril, e as da seca [joru buttu / o calor desce], que ocupa o restante dos meses.

### Magüta (Ticuna)
Autodenominados de "Magüta" (conjunto de pessoas pescadas com vara), os Ticuna são o povo que constitui a maior população indígena presente na Amazônia brasileira. Para eles, "os fatores climáticos são influenciados por seres que vivem em lugares míticos que interferem sobre os seres da Terra", inclusive os humanos, e a cada um destes seres míticos correspondem um fenômeno natural que são por eles controlados, o que fazem deles o "Dono do Vento"; "Dono da Chuva"; "Dono da Mata", dentre outros. Essa crença faz com que eles realizem os seus rituais em agradecimento a estes seres, mas também com o propósito de evitar comportamentos considerados perigosos e, por conseguinte, evitar as catástrofes que poderiam destruir o mundo. Além das mudanças atmosféricas, estes seres influenciam no calendário agrícola e extrativo.
Corpos celestes como a Lua e o Sol também são considerados por eles como sendo seres vivos que interferem no destino humano, cujos mitos a eles relacionados fazem parte da cosmogonia e cosmovisão Ticuna. Em junho ocorre o que eles chamam de ascensão da briga da Onça e do Tamanduá, duas constelações ticuna que, no decorrer do ano, mudam de posição formando uma espécie de briga entre os animais representados nestas constelações. A Onça fica situada no Sul Celestial, correspondente à constelação ocidental do Escorpião, e representa a época das chuvas; O Tamanduá, também localizado no Sul celestial, corresponde a quatro constelações: Triângulo Austral, Coroa Austral, Norma e Ara e representa a estiagem. Em setembro ocorre a briga da Onça e do Tamanduá no alto do céu. Já em novembro (início das chuvas) ocorrerá o ocaso da briga.

### Tupinambá
De acordo com o historiador Florestan Fernandes, "O termo tupinambá [compreende] ...os grupos tribais [termo pejorativo que considera uma população tribal como sendo 'primitiva', i. é., povos subdesenvolvidos historicamente] Tupi que, na época da colonização do Brasil, entraram em contato com os brancos no Rio de Janeiro e na Bahia; e os grupos tribais Tupi que, depois, povoaram o Maranhão, o Pará e a Ilha dos Tupinambaramos". E continua: "Todos os grupos tribais Tupi constituíam ramos de um tronco comum e provavelmente tiveram um mesmo centro de dispersão".
Em relação aos Tupinambá do Maranhão, da família Tupi-guarani, Claude d'Abbeville revela que este povo havia atribuído à Lua a influência sobre o fenômeno das marés, nos momentos de Lua Cheia e Lua Nova, 18 anos antes de Galileu tratar sobre o tema de modo a desconsiderar a Lua em relação a este fenômeno e 75 anos antes de Isaac Newton demonstrar que a causa das marés possui sim a influência desse astro.
Existem alguns painéis de arte rupestre que, além daqueles que representavam a Lua, o Sol e as constelações, representavam fenômenos efêmeros, como cometas, meteoros, eclipses, cada um indicando uma alteração na ordem do Universo, situação que causava medo entre eles. Esses indígenas utilizavam o gnômon (observatório solar indígena) para fazer a observação do movimento do Sol e determinar o meio-dia solar, os pontos cardeais, as estações do ano e os solstícios e equinócios; sendo apontado para o zênite: as faces maiores para as linhas norte-sul e as menores para as linha leste-oeste. O zênite representava o Deus Maior; os pontos cardeais, os quatro deuses que auxiliavam na criação do mundo, cujas esposas eram representadas pelos pontos colaterais.

## Constelações

### Ema
Fica localizada entre as constelações ocidentais do Cruzeiro do Sul e de Escorpião. "Na segunda quinzena de junho, quando a Ema (Guirá Nhandu, em guarani) surge totalmente ao anoitecer, no lado leste, indica o início do inverno para os índios do sul do Brasil e o início da estação seca para os índios do norte do Brasil.".

### Anta do Norte
Localizada entre as constelações ocidentais do Cisne e da Cassiopéia, é mais vista pelos indígenas da região norte do Brasil, ficando totalmente na parte concernente à Via Láctea - considerada O Caminho da Anta. "Na segunda quinzena de setembro, a Anta do Norte surge ao anoitecer, no lado Leste, indica uma estação de transição entre o frio e calor para os índios do sul do Brasil e entre a seca e a chuva para os índios do norte do Brasil".

### Homem Velho
É formada pelas constelações ocidentais de Touro e Órion. "Na segunda quinzena de dezembro, quando o Homem Velho (Tuya, em guarani) surge totalmente ao anoitecer, no lado Leste, indica o início do verão para os índios do sul do Brasil e o início da estação chuvosa para os índios do norte do Brasil". Conta uma lenda, que uma indígena se apaixonou pelo irmão do seu marido, e resolveu cortar a perna dele para ficar com o seu cunhado. Mas os deuses ficaram com pena do homem velho e o transformou numa constelação.

### Veado
Localizada entre as constelações ocidentais da Vela e do Cruzeiro do Sul, forma-se também pelas constelações de Carina e do Centauro e é mais vista pelos indígenas habitantes da região sul do Brasil. "Na segunda quinzena de março, o Veado surge ao anoitecer, no lado Leste, indica uma estação de transição entre o calor e o frio para os índios do sul do Brasil e entre a chuva e a seca para os índios do norte do Brasil".